# Yeşilçam, Düzce
Yeşilçam là một xã thuộc thành phố Düzce, tỉnh Düzce, Thổ Nhĩ Kỳ. Dân số thời điểm năm 2010 là 536 người.